# Blues per gatto triste
Blues per gatto triste (Blue Cat Blues) è un film del 1956 diretto da William Hanna e Joseph Barbera. È il centotreesimo cortometraggio della serie Tom & Jerry, distribuito dalla Metro Goldwyn Mayer il 16 novembre 1956.
A differenza dei precedenti cortometraggi della serie, questo episodio, nella lingua originale, è narrato da Jerry con la voce dello speaker Paul Frees.

## Trama
Un Tom depresso è seduto sui binari della ferrovia e sta aspettando l'arrivo di un treno per suicidarsi. Jerry lo guarda rattristato da un ponte sovrastante e racconta attraverso un lungo flashback il motivo dello stato di Tom: una delusione amorosa.
Un paio di settimane prima del folle gesto, Tom e Jerry erano amici inseparabili, finché non apparve una gatta bianca con gli occhi verdi e Tom se ne innamorò fin dal primo momento; Jerry tentò di fermarlo, ma Tom non lo ascoltò. I due gatti vissero felici finché non apparve il rivale di Tom, Butch, un gatto più ricco di lui. Nonostante le suppliche di Jerry, Tom era deciso più che mai a conquistare l'amore della sua vita. Cercò infatti di conquistare la gatta con dei regali, ma Butch ogni volta lo superò a dismisura.
A un certo punto Tom, resosi conto di non avere più speranze, sfogò il suo dispiacere bevendo molto latte e tentando perfino di suicidarsi buttandosi in un canale, venendo salvato da Jerry all'ultimo minuto. In quell'istante passò la macchina di Butch e la gatta di cui Tom si era innamorato, che nel frattempo si erano sposati, con profondissima disperazione del protagonista.
Dopo la triste storia, Jerry guarda contento la foto della sua ragazza e sostiene che quest'ultima ama solo e soltanto lui, ma proprio in quel momento scopre che anch'essa si è sposata con un altro topo più ricco. Jerry si unisce così sui binari assieme a Tom per farsi anch'egli investire dal treno in arrivo.

## Accoglienza

### Critica
In Cartoon Carnival: A Critical Guide to Best Cartoons, lo scrittore Michael Samerdyke ha detto che il cartone animato era profondamente debitore a Tex Avery per le sue gag, mentre Video Movie Guide: 1995 lo ha definito (in una recensione per la già citata VHS Tom & Jerry: Festival delle risate, uscita nel 1992) una delle peggiori uscite di Tom & Jerry. 

### Controversie
Il cortometraggio è spesso considerato l'episodio più oscuro di Tom & Jerry a causa dei temi trattati e del finale insolitamente oscuro ed esiste la credenza comune che questo sia l'ultimo episodio della serie a causa del suo finale che implica la morte dei due protagonisti. L'ultimo corto prodotto alla MGM fu Il guarda bimbo nel 1958 e l'ultimo in assoluto fu Il sogno di Tom, prodotto da Chuck Jones alla Sib Tower 12 nel 1967. 

## Censura
Negli Stati Uniti, per evitare polemiche, Cartoon Network e Boomerang trasmettono raramente questo episodio a causa di riferimenti all'alcolismo (il latte sarebbe un sostituto dell'alcol) e al suicidio.
Il finale del corto fu censurato nella versione italiana a causa del tentato suicidio di Tom e Jerry.